# Glasgow Corporation Tramways

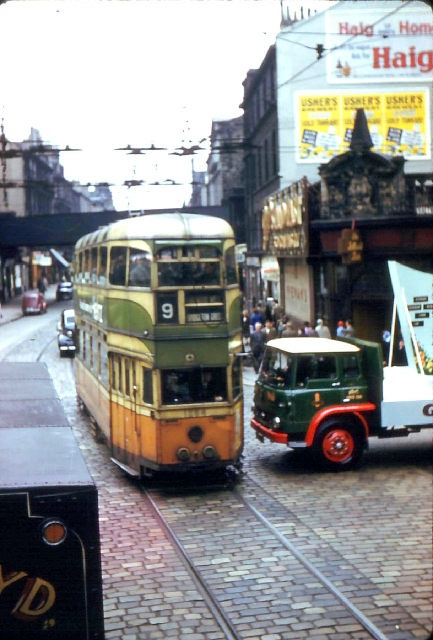
Een tram in Glasgow in 1962, drie maanden voordat het tramsysteem opgeheven werd

De Glasgow Corporation Tramways (GCT) was een groot tramsysteem in de stad Glasgow (Schotland). De laatste tram reed op 4 september 1962. Op dat moment reden alleen nog in de Engelse badplaats Blackpool trams en op het Brits Kroonbezit het eiland Man. De GCT was het grootste tramwegbedrijf in het Verenigd Koninkrijk na dat van Londen en had op haar hoogtepunt meer dan 1200 trams in bedrijf. Het bedrijf was verder uniek omdat het het grootste gedeelte van haar trams zelf in de Coplawhill Car Works bouwde.

## Ontstaan
In 1870 passeerde de Glasgow Street Tramways Act het Britse parlement en deze stelde de gemeenteraad van Glasgow in staat te beslissen of zij tramlijnen in haar stad wilde bouwen en zo ja waar. In 1872 resulteerde dit in een 4 kilometer lange paardentramlijn tussen St. George’s Cross en Eglinton Toll. De tramwegwet voorzag er echter in dat de gemeente niet zelf de exploitatie van een tramwegbedrijf in handen mocht nemen dus was zij afhankelijk van private investeerders. Dit onderdeel van de wet had een geldigheid van 22 jaar (vanaf 1870). De eerste lijn was aldus in handen van de Glasgow Tramway and Omnibus Company (GT&OC). Dit bedrijf bouwde daarop nog meerde tramlijnen in de stad. Omdat deze echter weigerden het bedrijf te moderniseren door bijvoorbeeld elektrificatie besloot de gemeenteraad op 1 juli 1894 haar eigen trambedrijf op te richten – de GCT – en drukte daarmee de GT&OC uit de markt. Daarvoor werd de Glasgow Tramways Committee in het leven geroepen die de opdracht had het tramwegnet aan de moderne tijd aan te passen. Totdat het zover was moest nog geïnvesteerd worden in paarden, remises en trams zelf.

## Elektrificatie
Op 13 oktober 1898 reed in Glasgow tussen Springburn en Mitchell Street (in het centrum) de eerste elektrische tram. Voor de opening waren 21 nieuwe trams gebouwd. De spoorbreedte was bepaald op 1416 mm (4 feet 7¾ inches). Een afwijking van het Europese normaalspoor dat 1435 mm is. De oorzaak hiervan was dat op sommige delen van het tramnet door spoorwagons werd gereden en het met de afwijkende spoorbreedte mogelijk was dit zonder verdere aanpassingen te doen. Er werd besloten het hele tramsysteem voor de opening van de Internationale Tentoonstelling in Kelvingrove Park in 1901 geëlektrificeerd te hebben. De laatste paardentramlijn reed in april 1902. Tot die tijd bouwde de GCT in de Coplawhill fabriek zelf 400 trams. (Na de sluiting van het trambedrijf werd deze fabriek het Glasgow Museum of Transport, die in 2007 werd omgebouwd tot het huidige Tramway Theatre.) In de begintijd gebruikte het bedrijf de trolleystang als stroomafnemer en pas later ging men over op de sleepbeugel. De eerste trams waren op Amerikaanse leest geschoeide vierassige trams (met twee draaistellen) met een middeninstap. Deze werden in Glasgow 'Room & Kitchen' cars genoemd. De GCT hanteerde tot 1938 een kleurensysteem voor de identificatie van haar tramlijnen door het aanbrengen van een rode, gele of blauwe band tussen de bovenetage en het onderste gedeelte van de trams. Dit (dure) systeem werd toen vervangen door een nummering op rolfilms. Uiteindelijk werd het net door zo’n 40 lijnen bediend. Trams met gekleurde banden reden tot ver in de jaren 1950 nog rond totdat men reclame op de zijkanten van de trams toe ging staan.
Tijdens de Eerste Wereldoorlog stagneerde de ontwikkelingen van het trambedrijf en werd vrouwelijk personeel ingezet als conductrice. In de jaren 1920 ondervond GCT sterke concurrentie van privé busondernemingen op tramroutes. GCT reageerde hierop door trams in te zetten die meer comfort en snelheid boden. Ook werd op de routes naar de voorsteden geëxperimenteerd met een snelle Europese ‘Pullman’-tram. In 1921 werd het kleine bedrijf van de Airdrie & Coatbridge Tramway gekocht en na een grondige verbouwing van de infrastructuur opgenomen in de tramroutes. In 1923 werd nog een bedrijf opgekocht, ditmaal de Paisley District Tramways. Gedurende de crisis in de jaren 1930 slaagde men erin het trambedrijf bij de tijd te houden en volgden vele moderniseringen. Het tramnet werd ook nog verder uitgebreid en goed onderhouden. Onder het personeel vielen in de Tweede Wereldoorlog veel slachtoffers maar het bedrijf zelf kwam er schadevrij uit. Wel was het onderhoud door het enorme gebruik en het gebrek aan goede materialen sterk verwaarloosd.
Na de Tweede Wereldoorlog werd nog op grote schaal gemoderniseerd. Er kwamen nieuwe trams en ook op de tweedehandsmarkt werden trams gekocht. Dit werd ook gedeeltelijk noodzakelijk doordat onderaannemers van de tramfabriek in Glasgow stopten met de productie van tramonderdelen omdat steeds meer trambedrijven in Groot-Brittannië overschakelden op een busbedrijf. Een van de meest aansprekende aankopen was de overname van een groot aantal (toen zeer) moderne, in 1936 gebouwde, grote vierassige trams uit Liverpool. Deze wagens, bekend onder de bijnaam ‘Green Goddesses’, waren prachtig maar niet zo praktisch. Op de bochtige tramtrajecten persten de wagens zeer door de bocht, grote slijtage aan de rails en veel lawaai veroorzakend. Ze werden veel ingezet op de enkele lijnen waar niet zoveel bochten waren. Vanaf 1949 werden enkele zwakker bezette tramlijnen opgeheven. Als eerste verdween lijn 2 in februari 1949 ten gunste van trolleybuslijn 102. Vanaf 1956 werd de opheffing echter serieus aangepakt. Ten gunste van de dieselbus verdwenen alle trams en tramlijnen. Op 4 september reed lijn 9 (Auchenshuggle and Dalmuir West) voor het laatst en werd door buslijn 64 vervangen. Naar schatting 250.000 mensen waren op straat getuige van het afscheid. Voor de opheffing waren verschillende redenen:
- er was een grote modernisatie nodig van trams (de meeste waren ouder dan 30 jaar) en infrastructuur;
- het tramverkeer ondervond steeds meer hinder van privévoertuigen dus moest ondergronds (op een manier zoals men in Brussel ging aanpakken) of op vrije baan worden gebracht. Hier ontbrak het geld en het draagvlak voor;
- het gebruik van de tram nam af;
- bussen waren modern, rationeler en wendbaarder geacht;
- bussen waren op korte termijn goedkoper.

In het midden van de jaren 1990 werd er in Glasgow gediscussieerd om de tram weer in te voeren. Er werd een lijn van 30 kilometer voorgesteld vanaf Maryhill in het noordwesten van de stad, via het centrum naar Easterhouse in het oosten. Het plan verdween in de la. Een meer recent plan, gebaseerd op de succesvolle introductie van light rail in Nottingham en Sheffield, was de bouw van tramlijnen naar het gerevitaliseerde havencomplex en het vliegveld. Aan de studie werd £500,000 uitgegeven maar de conclusie van SPT (de Strathclyde Partnership for Transport die de overkoepelende vervoersorganisatie in Glasgow is) was dat bussen voorlopig voldoen. De optie ooit bussen door light rail te vervangen laat zij echter open.

## Lijnnummering
Voor 3 mei 1938 bestond de lijnaanduiding uit een kleurensysteem. Omdat dit met de grote hoeveelheid lijnen (zo’n 30) toch zeer onpraktisch was – de gele lijn had bijvoorbeeld 3 verschillende eindpunten - werd besloten nummers in te voeren. In eerste instantie borduurde men voort op het kleurensysteem en kreeg bijvoorbeeld de gele lijn het nummer 4. De aftakkingen van lijn 4, die een groot gedeelte van de hoofdlijn gebruikten maar een ander eindpunt hadden, werden 4a en 4b. Zo ontstonden ook 1 en 1a, 3 en 3a etc. Er waren twee ringlijnen: 30 en 31 (deze laatste speciaal ingesteld voor de Empire Exhibition). Ook het systeem met de lettertoevoegingen – in Glasgow suffix genoemd – werd ingewikkeld en in 1943 greep men de noodzakelijke reorganisatie van het tramnet door de oorlogsproblematiek aan door alle suffixen door normale lijnnummers te vervangen. Zo ontstonden de lijn 1 tot 40 (37 – 39 werden echter nooit gebruik). Dit systeem werd tot de opheffing van de tram aangehouden.

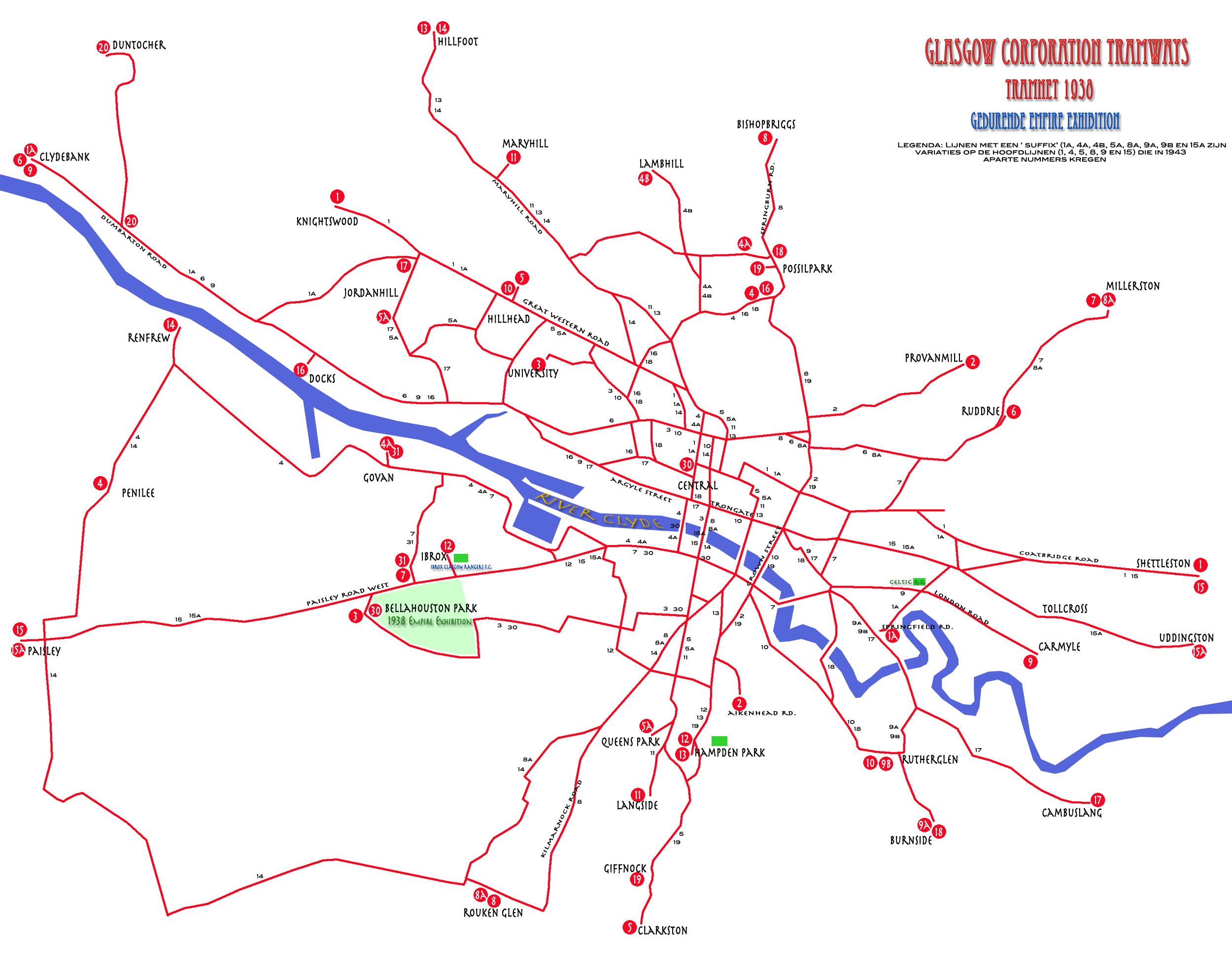
Kaart van het trambedrijf in 1938
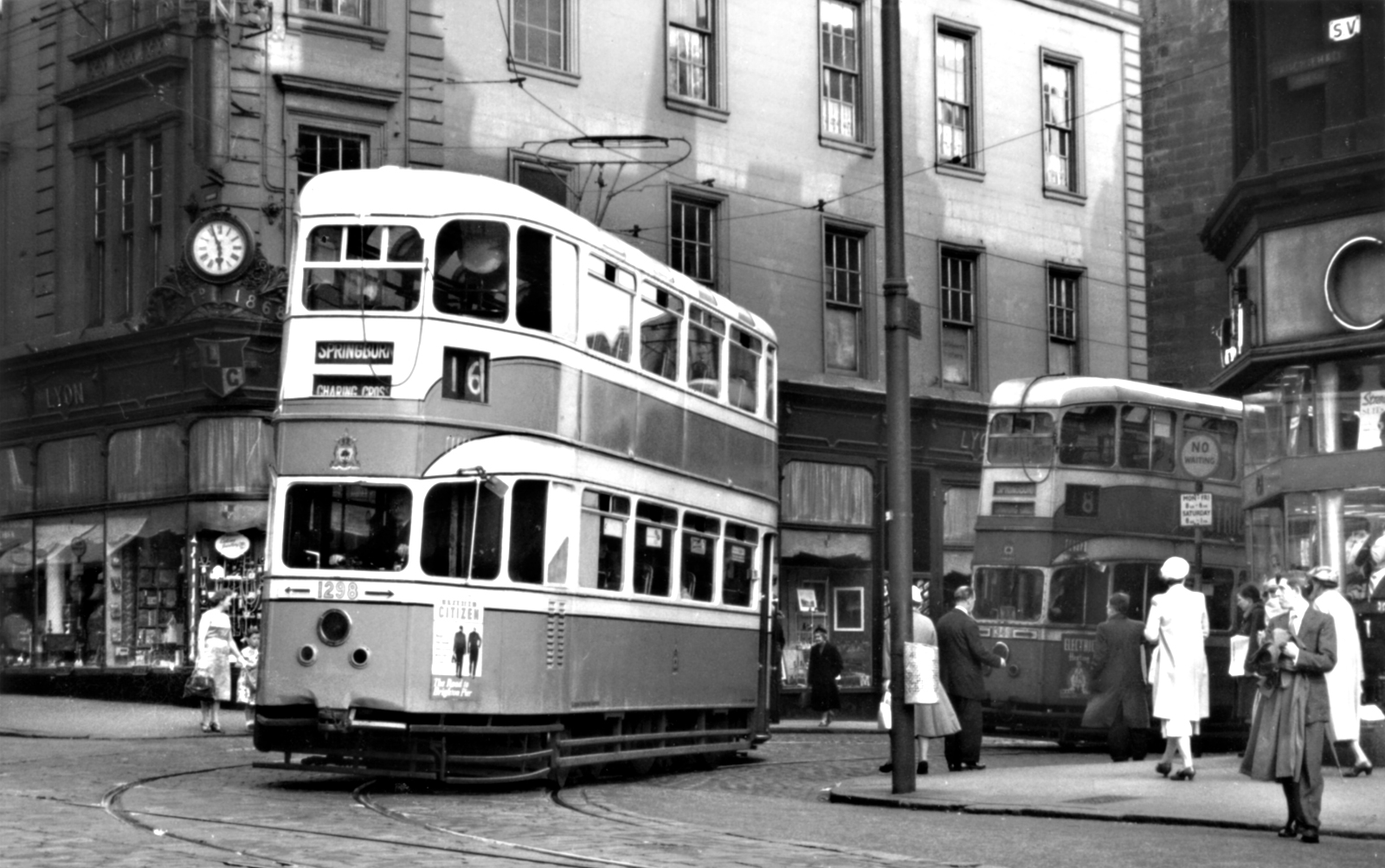
Lijn 16 met 'Coronation' 1298 onderweg naar Springburn in de binnenstad van Glasgow, ongeveer 1958
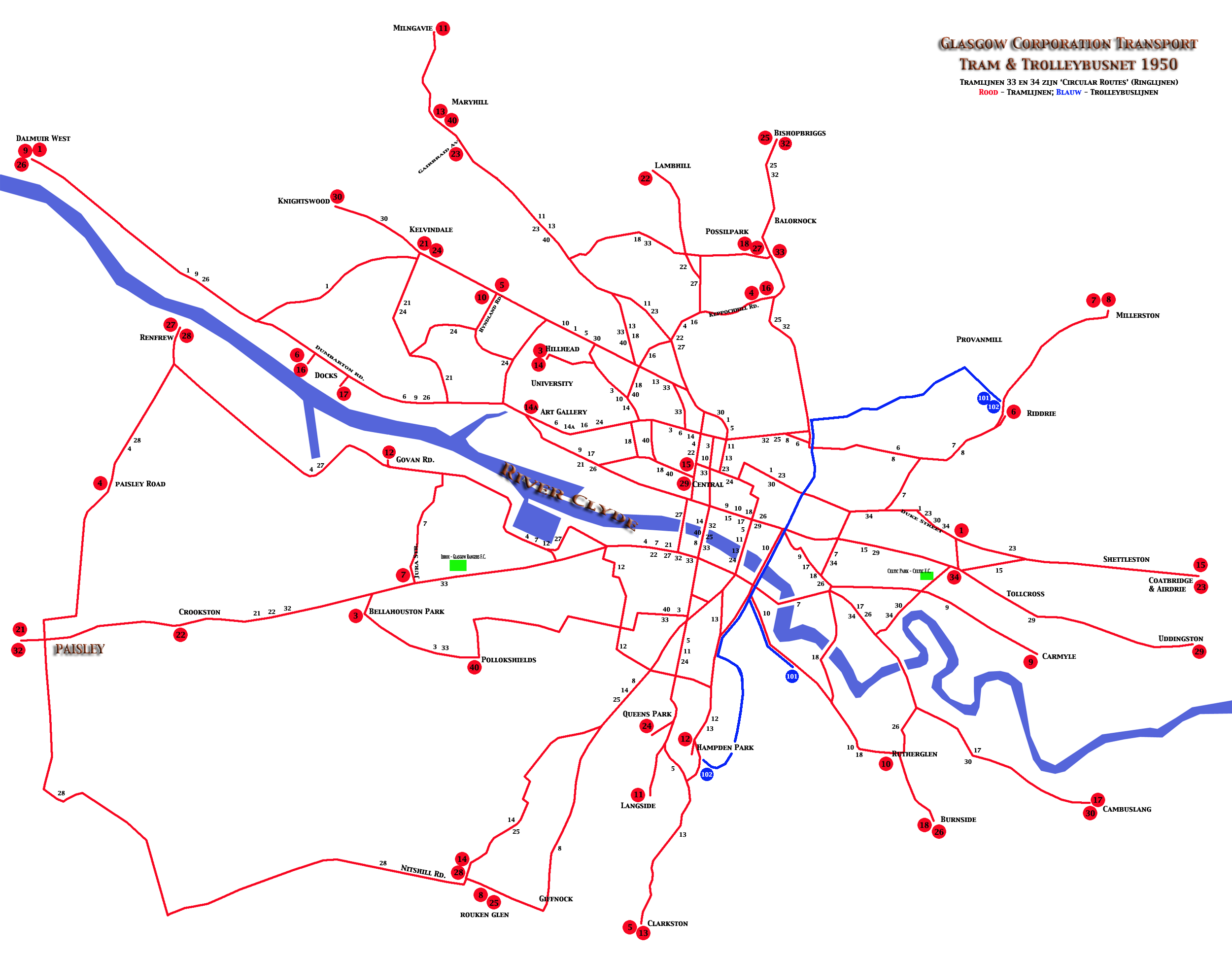
Kaart van het trambedrijf in 1950 met de twee trolleybuslijnen.

## Na de opheffing van de tram
De meeste tramlijnen werden, vanaf 1956, omgezet in dieselbussen. Net als vele andere bedrijven die hun tram afbouwden, werd een trolleybusnet opgebouwd zodat nog een gedeelte van de bovenleiding gebruikt kon worden. Trolleybussen werden in 1949 ingezet op een deel van de opgeheven tramlijn 10 (lijn 101) en vervingen tramlijn 2 en 32 (lijn 102). In 1958 verving lijn 106 tramlijn 7 en lijn 108 tramlijn 12. Tot 1959 werden nog 5 trolleybuslijnen ingesteld (lijnen 103-107). De meeste trolleybussen in Glasgow waren dubbeldekkers. Uiteindelijk zijn 175 bussen verbruikt (series 701-875 en 977-996). In Glasgow was de bijnaam van de trolleybus ‘the silent death’. Deze bijnaam was ingegeven door het feit dat de Glaswegians de neiging hebben altijd schuin op het gehoor straten over te steken. Alle verkeer hoort men aankomen maar de trolleybus niet. De trolleybus was niet bijzonder populair in Glasgow. De lijnen functioneerden jarenlang in de periferie van de stad en alleen de lijnen 105 en 107 deden het centrum aan. De trolleybus reed voor het laatst op 27 mei 1967.

## Rollend materiaal
De 20 ‘Room & Kitchen’ trams waren in Glasgow niet succesvol omdat ze nogal vaak ontspoorden en ze werden al in 1906 uit dienst genomen. Men ontwikkelde een standaardtram van ongeveer 9 meter lang, op één vierassige draaistel, 5 zijramen, met twee trappen naar de bovenetage. Deze bovenetage was níet overdekt, men zat in de open lucht. De bestuurder stond in de open lucht. Gezien de weersomstandigheden in Glasgow mogelijk niet zo’n goede keus. Alle nieuwe standaardtrams werden door de Coplawhill Car Works zelf gebouwd en er kwamen meer dan 1000 van deze trams tussen 1898 en 1924 in bedrijf. Vanaf 1904 ging men over tot het opbouwen van een dak op de bovenetage zodat men daar ook droog zat. Vanaf 1909 kreeg de bestuurder ook iets meer comfort: zijn staanplaats werd rondom met glas afgesloten. In de jaren 1920 werd overgeschakeld naar de sleepbeugel (bow collector) als stroomafnemer. Tussen 1928 en 1935 werden de standaardtrams nogmaals intensief verbouwd. Dit keer werden de dubbeldekkers geheel gesloten (veel wagens hadden voor die tijd nog 2 open bovenbalkonnetjes waar zich de trapjes bevonden), er werd verwarming aangebracht en nieuwe draaistellen met nieuwe motoren met een hoger vermogen werden gemonteerd. De houten banken werden vervangen door meer comfortabele zittingen met een stoffen bekleding. Vanaf 1938 werden ook nog grote, vierkante trommels op de bovenetage aangebracht waarin zich de rolfilm voor de cijfermatige lijnaanduiding bevond. In de crisisjaren werd door de tramfabriek geëxperimenteerd met verschillende technische oplossingen om trams moderner qua techniek en uitstraling te maken. Er verscheen een gestroomlijnde versie (wagennummer 1100) die uitgerust werd met 2 korte vierassige draaistellen en een elektropneumatische installatie. Tram 1003 was een experiment om de standaardtrams een nieuwe mechanische en elektrische installatie te geven die zuiniger in gebruik was en minder slijtage liet zien. Deze tram, in 1940 in dienst gesteld, was licht van constructie en had grote ramen. Er waren nog 4 andere ‘Lightweight Cars’ van dit type. In 1947 werd een eenmalig experiment gedaan met een tram met één bestuurdersplaats. (Tot die tijd hadden alle trams twee van die plaatsen zodat onder meer een eindpuntlus niet nodig was.) Deze wagen, nummer 1005, had een passagierscirculatie: vooraan instappen en achteraan uitstappen. Sterk vernieuwend was dat deze tram ook een op de PCC-car-techniek gebaseerde acceleratie-eenheid had. Om deze tram van alle andere te onderscheiden werd zij in 3 tinten blauw geschilderd. Dit duurde tot 1951 waarna de wagen de conventionele elektrische uitrusting van standaardtrams kreeg. Met de opheffing van het trambedrijf werden standaardtrams gesloopt daar waar men ze kon missen maar vele haalden hun 50-jarig dienstverband.

### Coronation Trams
In 1937 werden 2 ‘salon cars’ in bedrijf gebracht (1141 en 1142) die er zeer modern en gestroomlijnd uitzagen. Ze waren de voorloper van een serie trams, genummerd 1143-1242, die ‘Coronation’ trams werden gedoopt. De reden voor deze bijnaam was dat zij in het jaar van de kroning van koning George VI in dienst kwamen. Ook wilde men moderne trams inzetten op de lijnen naar de Empire Exhibition die in 1938 in Bellahouston Park werd georganiseerd. Later werden nog 50 trams van dit type bijgebouwd, genummerd (1243-1292). Deze trams waren modern qua uiterlijk (gestroomlijnd, fraaie, van boven licht gebogen ramen) en in de kleuren groen, crème en oranje geschilderd. Vooral de grote ramen, de fraaie bekleding van de stoelen en de afwerking met fineer van de zijpanelen (alhambrinal genoemd) deden het bij het publieke goed. Ook vooruitstrevend was het aanbrengen van 4 panoramaruiten in het gebogen dak zodat de reizigers ook schuin naar boven een goed uitzicht hadden. Voor die tijd waren ze verder redelijk geruisloos en trokken ze snel op. Na de Tweede Wereldoorlog werden als doorontwikkeling 100 extra trams van dit type gebouwd, genummerd 1293-1392. Officieel heetten ze ‘Mark II Coronations’ maar de bijnaam ‘Cunarders’ kwam in zwang. Het waren de laatste nieuwgebouwde dubbeldektrams in Groot-Brittannië. Het uiterlijk en de techniek van de wagens verschilden niet van de voorgangers. In 1954 kwamen als aanvulling nog 6 nieuwe trams in dienst die gebouwd werden met materiaal van de tram uit Liverpool; dit werden de nummers 1393-1398. Alle trams uit de serie haalden het eind van het bedrijf.

### Goddesses
In Liverpool functioneerde gedurende de jaren 1920-'30 een van de meest progressieve trambedrijven van Groot-Brittannië. Nieuwe tramroutes werden aangelegd en nieuwe trams werden ontworpen en gebouwd. In 1935 ontwierp men een grote, dubbeldekse, gestroomlijnde lichtgewicht tram op twee draaistellen. Uiteindelijk werden er 162 van gebouwd die een aluminium opbouw hadden en in 1936 in dienst kwamen. (Uit dezelfde serie werden 25 trams voor Johannesburg gebouwd.) In Liverpool raakten deze trams overtollig doordat in 1947 besloten was binnen 10 jaar het trambedrijf in busbedrijf om te zetten. In 1953 werden 46 van deze trams naar Glasgow verkocht. Ze werden daar 1006-1056 genummerd; de nummers 1017, 1039/40, 1050/51 ontbraken. In Glasgow werden enkele wijzigingen aangebracht om ze geschikt te maken voor indienstname. De wagens kregen een sleepbeugel, werden herschilderd, kregen lijn- en bestemmingsfilm en de spoorbreedte werd aangepast. Ze werden op de lange lijn 29 tussen Broomhouse en Milngavie ingezet. Zonder problemen waren de wagens niet. Een van de grootste problemen was dat de bedrading soms oververhitte en er brand onder de tram uitbrak. Nieuwe bedrading aanbrengen was het gevolg. 24 extra wagens, genummerd 1031-1038; 1041-1049 en 1052-1056 kwamen nog in dienst tot mei 1956.

## Trams in musea
Van meerdere trams zijn (rijvaardige) exemplaren bewaard gebleven. In het Glasgow Museum of Transport worden tentoongesteld:
- nr.543, een paardentram.
- nr.672, een ‘Room & Kitchen’ tram uit 1898.
- nr.779, een standaardtram.
- nr.1173, Coronation tramcar uit 1938.
- nr.1088, als 779 maar later gebouwd.
- nr.1089, een ‘experimental single deck tram’ uit 1926.
- nr.1392 een ‘Cunarder’ uit 1952.

Het National Tramway Museum in Crich, Derbyshire, heeft meerdere Glasgow trams:
- nr.22, in de kleuren ‘Orange, Crimson and Cream’, een in 1922 gebouwde tram die 40 jaar dienstgedaan heeft;
- nr.812, in de kleuren ‘Orange, Yellow and Brown’, een in 1900 gebouwde open dubbeldekker (de bovenste verdieping had geen dak).
- nr.1100, een gemoderniseerde tram uit 1930. Deze had de bijnaam ‘Horrornation’ omdat het publiek de wagen zo lelijk vond.
- nr.1115 uit 1929.
- nr.1282 uit 1940. Een zogenaamde "Coronation" streamliner in de kleuren ‘Orange, Cream and Green’.
- nr.1269 uit 1939, verder als 1282.
- nr.1297 uit 1948, een zogenaamde "Cunarder" streamliner in dezelfde kleurencombinatie als de 1282.
- nr.1392 uit 1952, een van de laatste in Glasgow gebouwde trams, een zogenaamde Cunarder Coronation Mark II type.

Een ‘Green Goddess’, die als nummer 1055 in Glasgow heeft gereden, is teruggebracht in haar oorspronkelijke Liverpoolse uitrusting en is rijvaardig onder nummer 869 in Crich.

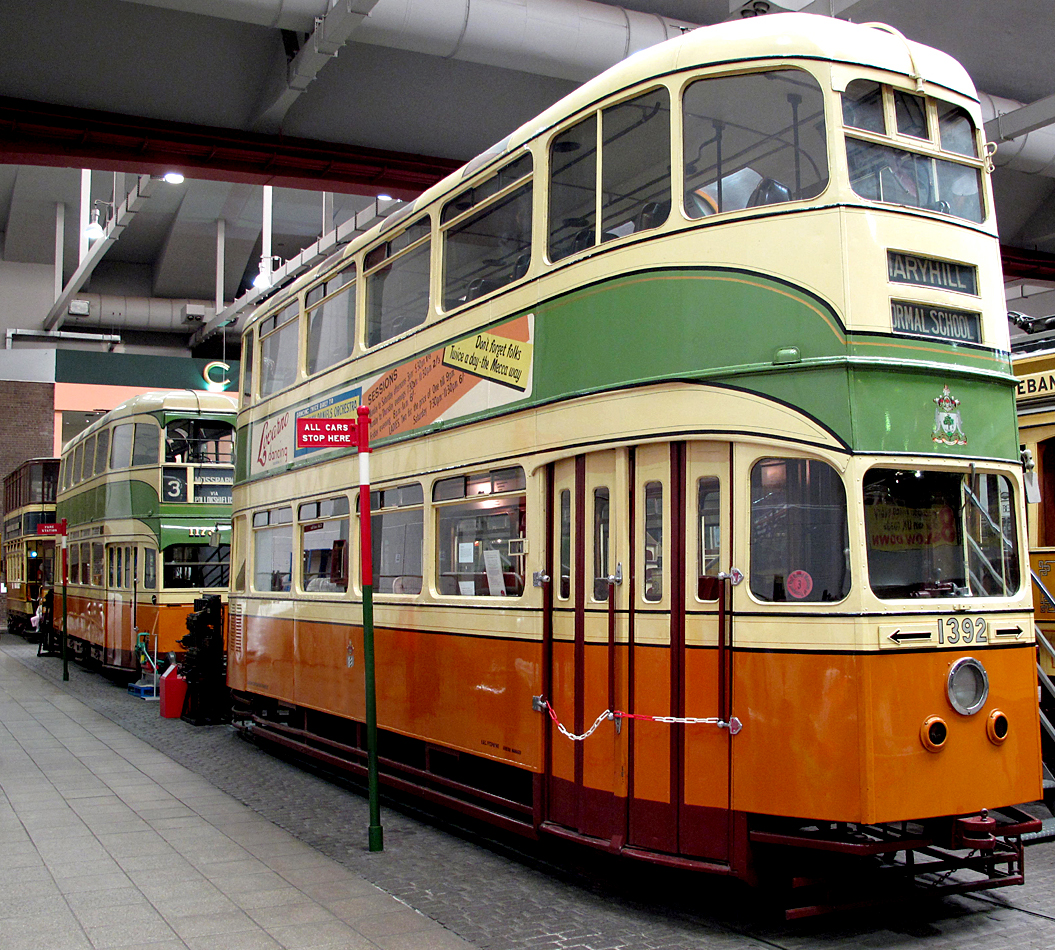
Gerestaureerde 'Coronation' tram 1392 in het Glasgow Museum of Transport.
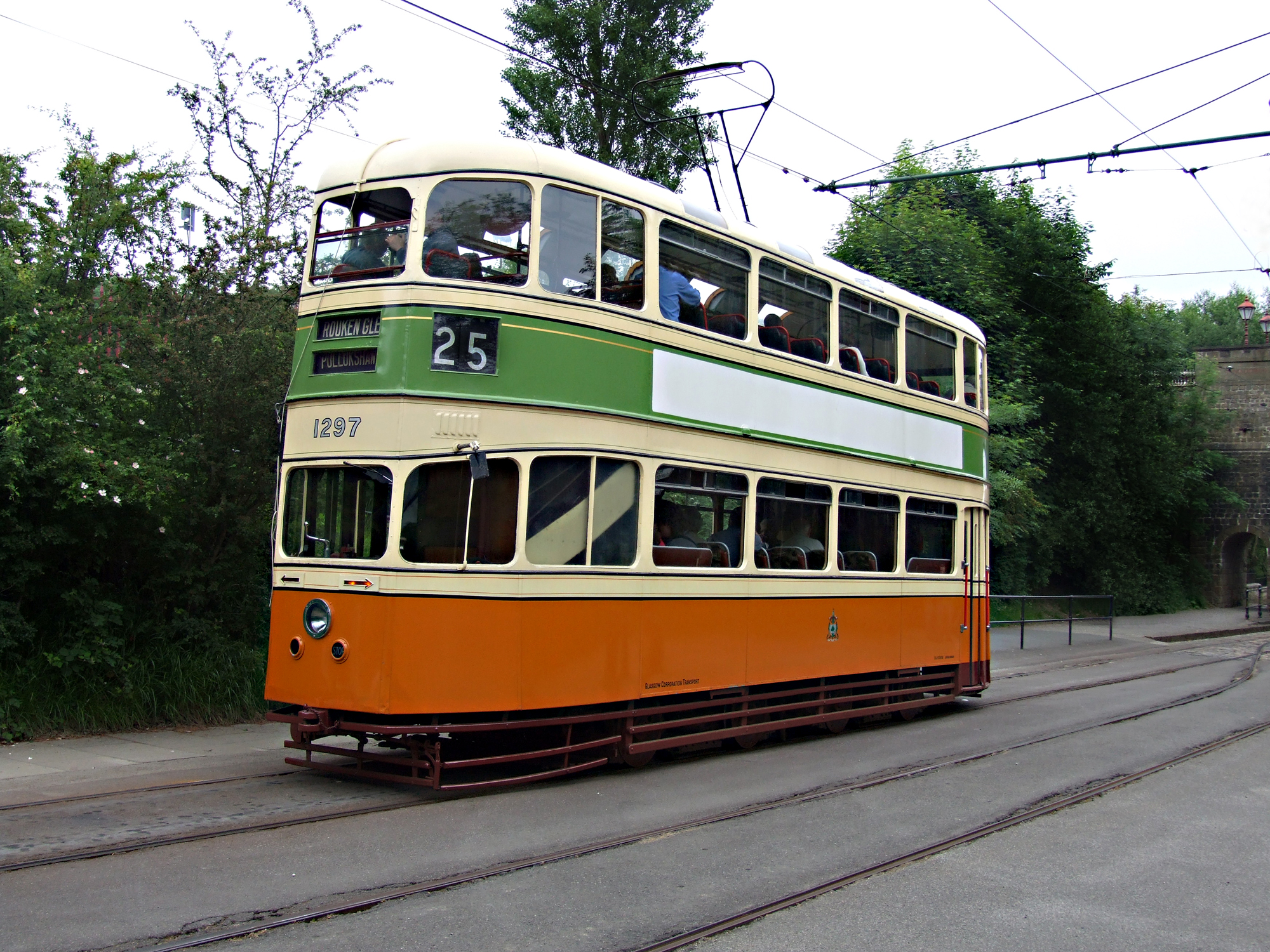
Gerestaureerde 'Coronation' tram 1297 in het National Tramway Museum Crich, juli 2009.
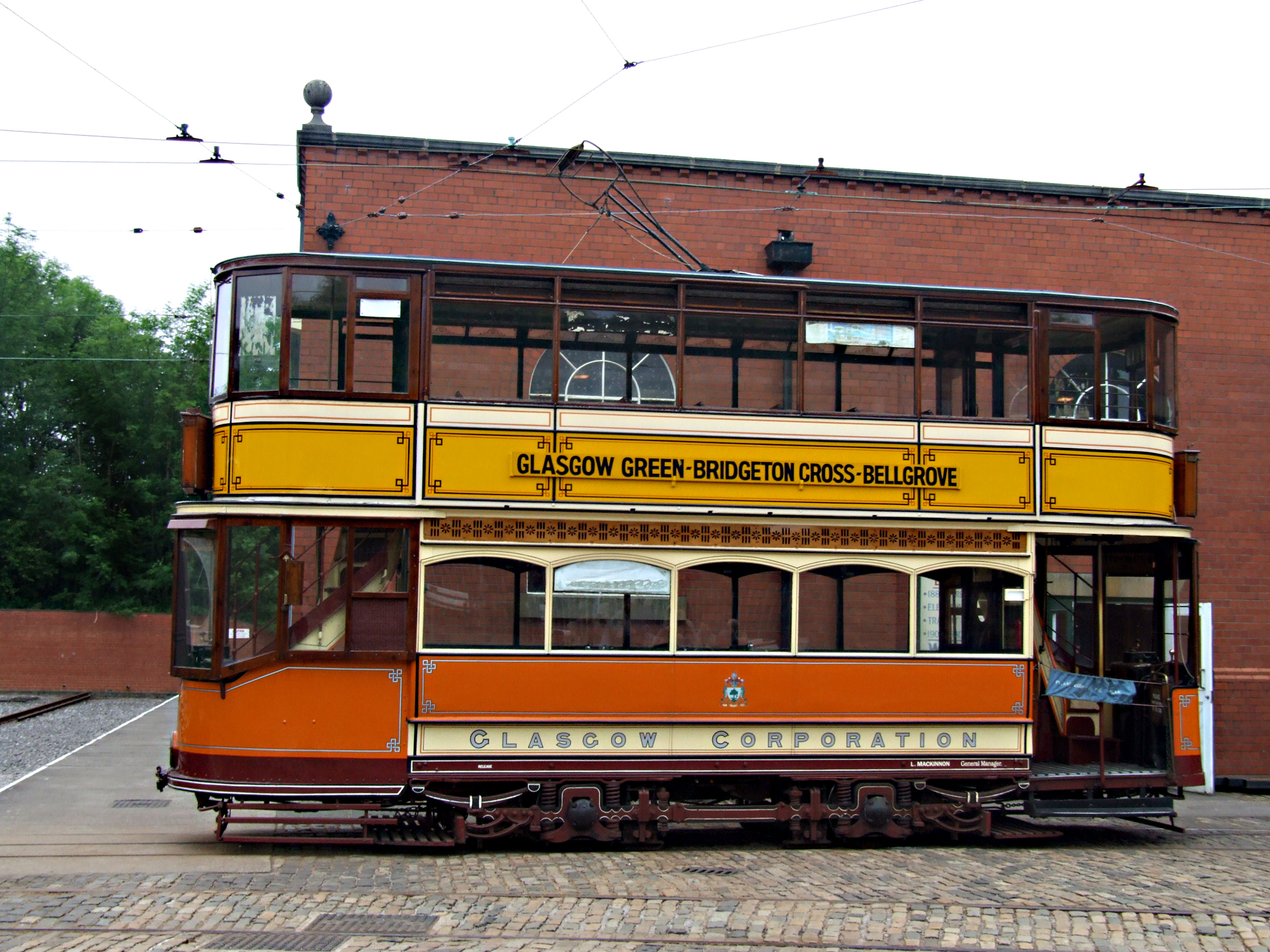
Gerestaureerde 'Standard'. De gele band tussen boven- en onderetage duidt erop dat het een tram van de gele lijn betreft. Tot 1938 hadden tramlijnen kleuraanduiding.

## Meer lezen
- Ian L. Cormack, Glasgow Trams Beyond the Boundary, Scottish Tramway Museum Society, 1967, ISBN 0900648074
- Tom Noble, The Wee Book of Glasgow Trams, Black & White Publishing, 2003, ISBN 1902927966
- William M. Tollan, The Wearing of the Green: Reminiscences of the Glasgow Trams, Adam Gordon, 2000, ISBN 1874422273.